# Clodomiro Cortoni
Clodomiro José Cortoni, né le 22 juin 1923 à Pilar (es), département de Las Colonias, et mort le 3 septembre 2000 à Santa Fe, capitale de la province du même nom, est un coureur cycliste argentin. Cortoni remporte, notamment, deux médailles d'or lors des Jeux panaméricains. Il représente son pays lors des Jeux olympiques de Londres et lors des Jeux olympiques d'Helsinki, où il échoue à deux dixièmes de la médaille de bronze.

## Repères biographiques
Clodomiro Cortoni naît à Pilar (es), à 65 km à l'ouest de Santa Fe, où il s'installe dans sa jeunesse.
Cortoni arrive à Mexico pour les Jeux panaméricains de 1955 dans la peau d'un favori du kilomètre, en tant que tenant du titre et quatrième de l'épreuve olympique. Cependant, il ne termine que cinquième la compétition. Deux jours plus tard, il prend place dans le quatuor de poursuite par équipes, remplaçant au pied levé Pedro Salas (en), blessé au fémur sur une chute. Bien qu'il laisse Duilio Biganzoli, Alberto Ferreyra et Ricardo Senn mener le tempo, son expérience lui permet de suivre sans trop de problème. Le quartet argentin s'impose en approchant de 1 s 6 le record du monde.
Ses succès et sa conduite sportive exemplaire l'érigent en une des figures importantes du sport argentin des années 40 jusqu'au début des années 60. Après avoir cessé la compétition cycliste, il devient instructeur et reste lié au sport cycliste jusqu'au milieu des années 90. 
Souffrant de graves troubles cardiovasculaires, accentués par la maladie de Parkinson et de l'arthrose, Cortoni décède à l'âge de 77 ans à Santa Fe.
En 1987, une infrastructure (« un circuit cycliste ») pour la pratique du cyclisme de loisirs ou de compétition est construite dans le parc Juan de Garay (es) à Santa Fe. En son hommage, elle porte son nom, comme divers compétitions et clubs de cyclisme autour de cette ville.

## Résultats sur les championnats

### Jeux olympiques
- Londres 1948
  - Éliminé en huitièmes de finale de la vitesse individuelle[8].
- Helsinki 1952
  - Quatrième du kilomètre[3].

### Jeux panaméricains
- Buenos Aires 1951
  -  médaillé d'or du kilomètre.

- Mexico 1955
  -  médaillé d'or de la poursuite par équipes (avec Ricardo Senn, Alberto Ferreyra et Duilio Biganzoli).
  - Cinquième du kilomètre[4].